# Dragon's Oath
Dragon's Oath este prima dintr-o serie paralelǎ de cǎrți situate în lumea Casa Nopții, și e scrisǎ de P.C. Cast și Kristin Cast.

## Rezumat
Cartea începe imediat după sfârșitul „Iertării”. Dragon veghează lângă rugul lui Jack, gândindu-se la Anastasia. Scoate un medalion în care ține o șuviță din părul ei, dar vântul o ridică și o aruncă în flăcări. O ultimă vrajă a Anastasiei se declanșază, vrajă prin care aceasta îi aduce aminte de jurământul lui, să lase mila să-i ghideze sabia.
Acțiunea se concentrează apoi pe zilele dinaintea inițierii lui. Un al treilea fiu al unui lord, Bryan este înfumurat și încrezut. Tatăl lui îl dezmoștenește și-l trimite spre America când acesta este prins cu fiica unui vecin și creează un scandal de proporții. Lângă port acesta se întâlnește cu un Tracker, care-l mark. Împreună cu acesta, Bryan pleacă spre Casa Nopții din Chicago, luând numele de Dragon.
Anastasia este, la 22 de ani, o tânără profesoară de Vrăji și Ritualuri. Invitată la masă de Marea Preoteasă a Casei Nopții, Pandeia, Anastasia povestește despre primele ei zile ca profesor, și discuția ajunge la Bryan Lankford, acum un inițiat și singurul Maestru Spadasin atât de tânăr din istorie. Anastasia povestește cum 15 alți inițiați au venit să-i ceară o vrajă de dragoste pentru el. În loc să-i refuze, aceasta hotărăște să le arate adevărul despre tânărul inițiat și cere permisiunea să facă o astfel de vrajă.
Într-o noapte cu lună plină, aceasta deschide un cerc și pregătește incredientele. Un vânt puternic se pornește și un urs apare de cealaltă parte a cercului, chemat de puterea vrăjii. Bryan apare și o dă din drum, pregătit să atace ursul. Anastasia cade peste incrediente și are o viziune, în care un Bryan adult apare și o sărută și pleacă. Anastasia îl oprește pe adevăratul Bryan să omoare animalul, și-l ține ca să o ajute cu vraja. Împreună refac cercul și termină vraja și toți cei care se gândeau la el în momentul vrăjii au o revelație și renunță la el. Din acea zi Bryan îi lasă câte o floarea-soarelui în fiecare zi.
La un consiliu al profesorilor este ridicată problema șerifului Jesse Biddle, care ura vampirii pe față și-i persecuta pe inițiați. În contrast cu sugestiile dușmănoase ale celorlalți, Anastasia sugerează să plece să arunce o vrajă de pace în jurul pușcăriei, unde acesta-și ducea zilele. Ca să fie în siguranță, Consiliul îl trimite pe Bryan să o vegheze, de vreme ce un Războinic vampir adult ar contracara vraja. Ceea ce aceștia nu știu este că Biddle a capturat o creatură, se sugerează că ar fi Rephaim, care începe să-i controleze mintea și-l convinge să o omoare pe Anastasia, prezicând că ea, împreună cu Dragon, pot distruge Întunericul.
Biddle o atacă în timp ce face cercul, și-l sugrumă pe Bryan când îi sare în ajutor. Anastasia se repede și începe să-l vindece, dar Biddle o trage înăuntru, unde se pregătește să o violeze. Aceasta profită de un moment de neatenție și creează un cerc de sare împrejurul ei astfel încât Biddle să nu poată intra. Bryan apare și-l înjunghie pe la spate și se pregătește să omoare Imitatorul de Corbi. Anastasia are o viziune cu el în viitor, care-i arată un Dragon care luptă de dragul luptei, ce s-ar întâmpla dacă ea nu-l oprește. Aceasta îi interzice să omoare creatura și acesta acceptă și-i dă drumul, apoi îi oferă Jurământul de Războinic. Anastasia îl acceptă, cu condiția ca Bryan să-și lase sabia să fie condusă de milă, și Bryan se Schimbă.
Înapoi în prezent, Nyx și Anastasia îi apar lui Dragon și încearcă să-l convingă să renunțe la răzbunare, fără succes. Acesta renunță la calea lui Nyx când aceasta refuză să i-o dea înapoi pe Anastasia și jură răzbunare.

## Personaje
- Dragon Lankford
- Anastasia Lankford
- Nyx